# Heinrich Fanta
Heinrich Fanta (26. srpna 1877, Vídeň – 9. února 1941, Brno) byl český architekt, profesor oboru užitkových staveb na Deutsche technische Hochschule v Brně.

## Život
Studoval v letech 1896–1900 na Technische Hochschule (Vysoké škole technické) ve Vídni (obor architektura). Praxi získal v architektonických ateliérech ve Vídni a v Mnichově, pracoval také jako asistent na katedře užitkových staveb na Technische Hochschule ve Vídni. Během první světové války velel výstavbě železnice ve Flemském údolí (Fleimser Tal/Val di Fiemme) v tehdy rakouském Jižním Tyrolsku.